# Docímia
Docímia (llatí Docimium, Docimia o Docimeium; grec Δοκίμια i Δοκίμειον)) va ser una ciutat de la Frígia Major, al nord-est de Sínnada, on hi havia unes famoses pedreres del marbre conegut per marbre de Sínnada o marbre docimític (docimites lapis), de color clar amb aigües porpra. La seva ubicació exacta ha estat discutida fins a èpoques recents, però sembla haver-hi acord que s'ubicaria a la moderna vila d'İscehisar, província d'Afyonkarahisar.
Estrabó situa Docímia en algun lloc de Sínnada. Diu que la plana de Sínnada té uns 60 estadis de longitud, i més enllà hi ha Docímia. Li van explicar que hi havia una pedrera de marbre, d'on al principi s'extreien només petites peces. Però amb els treballs dels romans es van treure grans columnes d'una sola peça, que, a pesar del seu gran pes i grandària es portaven a Roma en vaixells. Estrabó diu també que eren d'una bellesa meravellosa, i que els colors vermells que feien estries en el marbre blanc s'atribuïen a les gotes de sang del déu moribund Atis.